# Muntelier
Muntelier (en francés Montilier) es una comuna suiza del cantón de Friburgo, situada en el distrito de See/Lac a orillas del lago de Murten/Morat. Limita al norte con la comuna de Galmiz, al este y sur con Murten, y al oeste con Bas-Vully.

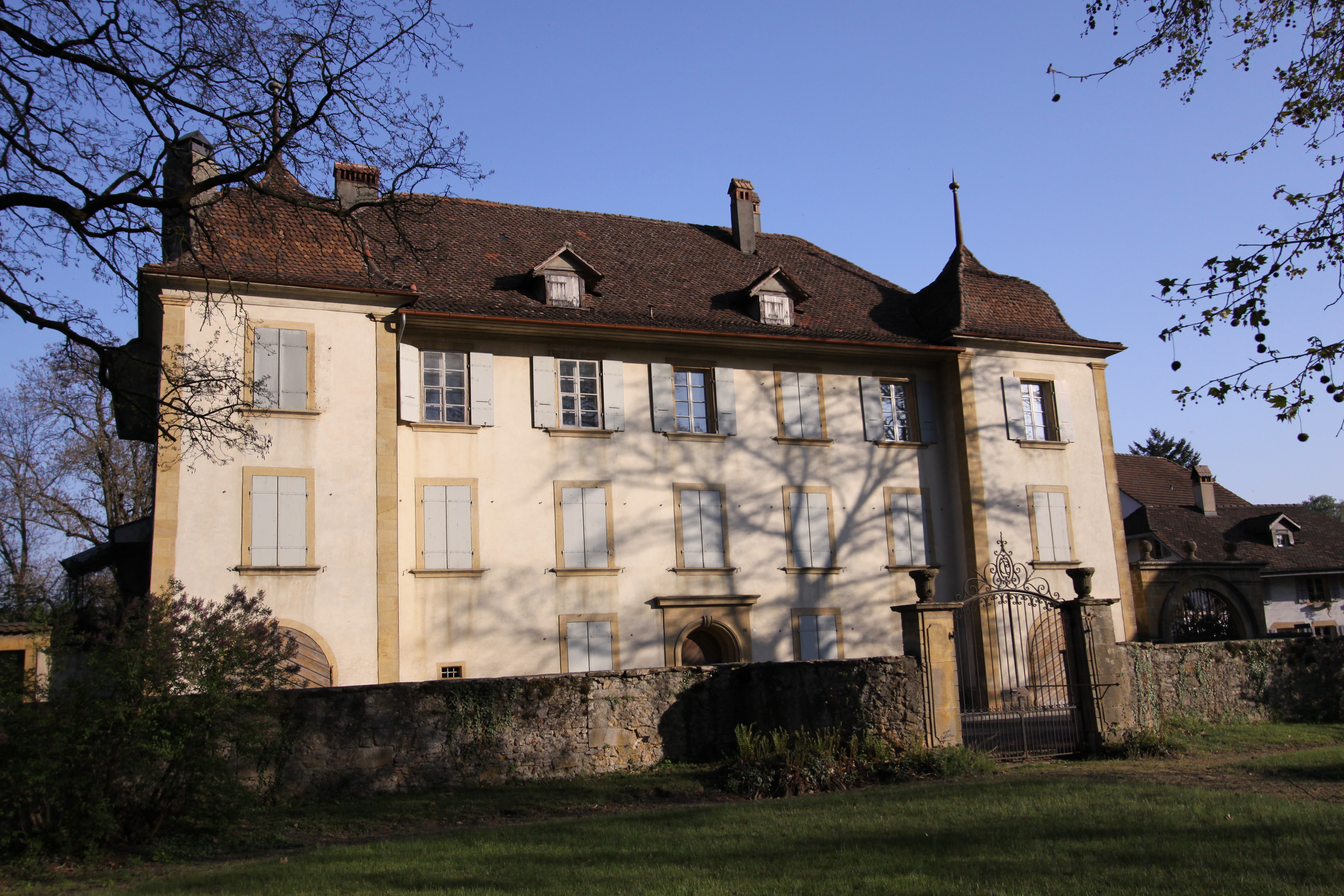
Casa patricia en Muntelier.